# 465
465 (CDLXV) var ett normalår som började en fredag i den julianska kalendern.

## Händelser

### Okänt datum
- Basiliscus blir konsul i Konstantinopel.
- Enligt den anglo-saxiska krönikan, dödar Hengist och hans son Esc tolv walesiska ledare nära Wippedfleet.
- Petrus Fullo blir patriark av Antiochia.
- Song Qian Feidi och strax därefter Song Mingdi blir härskare av Liu Songdynastin i Kina.

## Födda
- Prokopios av Gaza, kristen teolog.

## Avlidna
- 15 augusti – Libius Severus, kejsare av det västromerska riket.
- Prospero av Akvitanien, kristen skrivare.
- Liu Chuyu, kinesisk prinsessa.